# Осмолода
Осмоло́да (укр. Осмолода) — село в Перегинской поселковой общине Калушского района Ивано-Франковской области Украины.
Население по переписи 2001 года составляло 59 человек. Занимает площадь 3,564 км². Почтовый индекс — 77672. Телефонный код — 03474. Работает мобильная связь от провайдера Киевстар.
Рядом с селом расположен Яйкивский ботанический заказник.